# Lippenbär
Der Lippenbär (Melursus ursinus) ist eine Raubtierart aus der Familie der Bären (Ursidae). Er weist im Bau der Schnauze einige Anpassungen an eine vorwiegend aus Insekten bestehende Nahrung auf und ist in Südasien beheimatet.

## Merkmale
Lippenbären sehen äußerlich den Kragenbären ähnlich, sind aber mit diesen nicht nahe verwandt. Sie weisen insbesondere im Gesicht einige Merkmale auf, die sie von allen anderen Bären unterscheiden. Die unbehaarten Lippen sind verlängert, sehr beweglich und können ausgefahren werden. Ebenfalls verlängert ist die schmale Zunge, die weit herausgestreckt werden kann. Die Nasenlöcher können bei Bedarf geschlossen werden. Dies sind alles Anpassungen an die Ernährungsgewohnheiten. Auch die Zähne sind einzigartig innerhalb der Bären: das innerste Paar der oberen Schneidezähne fehlt, wodurch eine Lücke entsteht, die Backenzähne sind außergewöhnlich breit und flach.
Das Fell der Lippenbären ist lang und zottelig, am längsten sind die Haare im Nackenbereich. Es ist meist schwarz gefärbt und oft mit braunen oder grauen Haaren durchsetzt; es gibt aber auch rotbraune Exemplare. Auf der Brust haben sie eine helle, meist weiß oder gelb gefärbte Zeichnung in Form eines Y oder V. Eine Unterwolle besitzt der Lippenbär als Tier tropischer Klimate nicht. Die Füße sind groß und tragen außerordentlich lange, sichelförmige Krallen. Sie erinnern an die Krallen eines Faultiers und haben diesem Bären neben den fehlenden Schneidezähnen und dem zotteligen Fell im Englischen den Namen Sloth Bear („Faultierbär“) eingebracht. Die Fußsohlen sind unbehaart.
Lippenbären erreichen eine Kopf-Rumpf-Länge von 140 bis 180 Zentimetern und eine Schulterhöhe von 61 bis 91 Zentimetern. Der Schwanz ist wie bei allen Bären ein Stummel von 10 bis 12 Zentimeter Länge. Weibchen erreichen ein Gewicht von 55 bis 95 Kilogramm während Männchen deutlich schwerer sind und zwischen 80 und 145 Kilogramm wiegen.

## Verbreitungsgebiet und Lebensraum

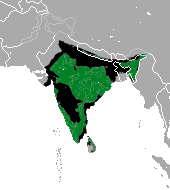
Verbreitungsgebiet des Lippenbären; grün: rezent, schwarz: historisch

Lippenbären leben in Indien und Sri Lanka sowie vereinzelt in Bangladesch, Bhutan und Nepal. Sie bewohnen eine Vielzahl von Lebensräumen zwischen tropischen Feuchtwäldern und Grasländern, finden sich aber am häufigsten in feuchten Grasländern und feuchten und trockenen Laubwäldern. Im Gebirge steigen sie selten bis in Höhenlagen von über 1500 m empor. In den Wäldern der Westghats in Indien findet man sie allerdings auch bis etwa 2000 m über dem Meeresspiegel. In Sri Lanka bevorzugen Lippenbären Monsunwälder unterhalb von 300 m.

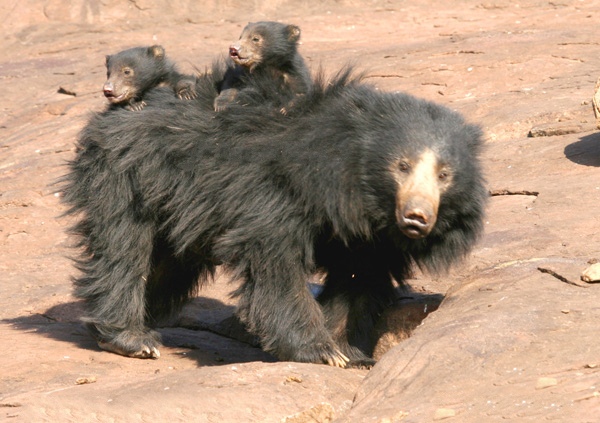
Lippenbärweibchen mit ihren Jungen auf dem Rücken

## Lebensweise
Die Tiere können zu jeder Tageszeit aktiv sein, meist jedoch in der Nacht. Tagsüber verbergen sie sich in Höhlen oder in dichter Vegetation. Im Gegensatz zu vielen anderen Bären halten sie keine Winterruhe, fallen aber während der Regenzeit in eine Phase verhältnismäßiger Inaktivität. Lippenbären leben wie alle Bären einzelgängerisch. Ihre Streifgebiete können sich jedoch zum Teil erheblich überlappen. Lippenbären sind die einzige Bärenart, die ihren Nachwuchs öfters auf dem Rücken tragen.

## Nahrung

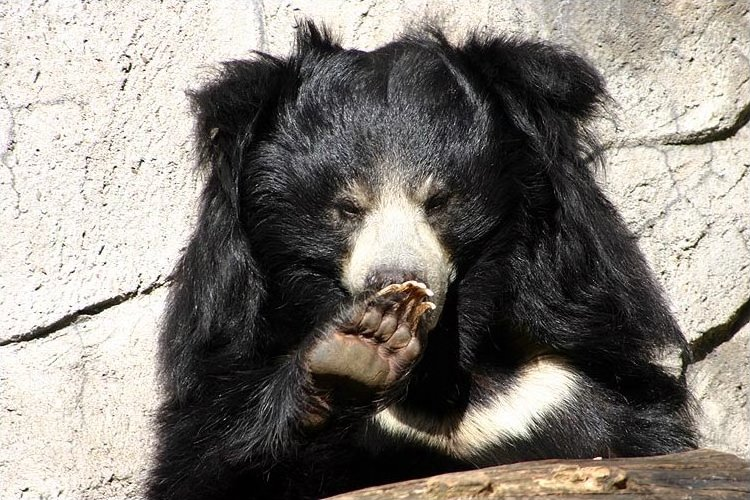
Lippenbären verfügen über lange Grabklauen

Lippenbären sind spezialisiert auf Insektennahrung, wobei Termiten den Hauptbestandteil ausmachen, u. a. Odontotermes obesus. Um an ihre Beute zu gelangen, reißen sie den Termitenhügel mit den kräftigen Krallen auf, blasen den Staub weg und stecken die Schnauze hinein. Durch kräftiges Einziehen der Luft saugen sie ähnlich einem Staubsauger ihre Beutetiere heraus. Auch die lange Zunge hilft ihnen beim Auflecken ihrer Nahrung.
Daneben fressen Lippenbären auch andere Insekten wie Ameisen und Bienen, außerdem stehen Früchte, Blüten und Honig, bisweilen auch Aas auf ihrem Speiseplan, sehr selten kleine bis mittelgroße Wirbeltiere. Um ihrer Nahrung habhaft zu werden, steigen sie auch in Bäume hinauf.
Früchte machen zu bestimmten Jahreszeiten zwischen 40 und 70 % der Gesamtnahrung aus, während in fruchtarmen Perioden der Anteil der Insekten auf bis zu 95 % ansteigen kann. In stark beeinträchtigten Lebensräumen gehen Lippenbären häufig an Feldfrüchte.

## Fortpflanzung
In Indien erfolgt die Paarung hauptsächlich in den Monaten Mai bis Juli, während sie in Sri Lanka das ganze Jahr über stattfinden kann. Um sich fortzupflanzen, finden sich die sonst einzelgängerischen Tiere zu Paaren zusammen. Sie bleiben für ein paar Tage beieinander und paaren sich in dieser Zeit häufig, was als sehr laut beschrieben wird. Zwischen Fortpflanzung und Geburt vergehen rund sechs bis sieben Monate, vermutlich kommt es aber bei ihnen wie bei anderen Bären auch zu einer verzögerten Einnistung der befruchteten Eizelle in den Uterus der Mutter.
Die ein bis zwei, selten drei Jungtiere kommen in einer Erdhöhle zur Welt. Sie sind blind und hilflos, die Augen öffnen sich nach rund drei Wochen. Nach vier bis fünf weiteren Wochen verlassen sie erstmals den Geburtsbau, oft sieht man sie auf dem Rücken der Mutter reiten. Sie bleiben bei ihr, bis sie zwei oder drei Jahre alt und ausgewachsen sind. Im Zoo gehaltene Lippenbären erreichten Höchstalter zwischen 27 und 32 Jahren.

## Lippenbären und Menschen

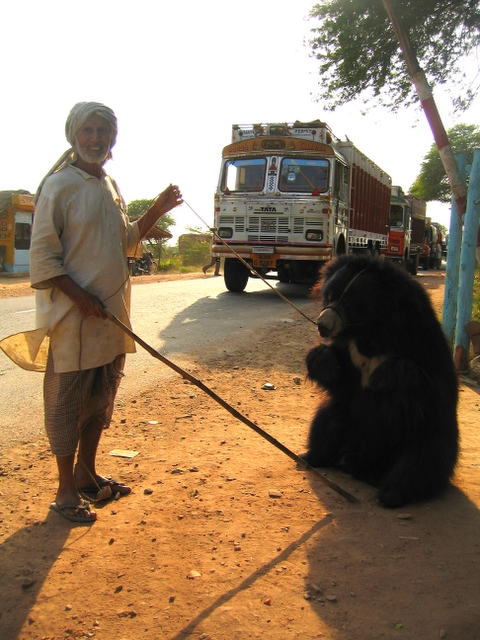
Lippenbär als Tanzbär abgerichtet

Obwohl Lippenbären eher scheue Tiere sind, gelten sie manchmal als aggressiv. Das rührt daher, dass sie aufgrund ihres sehr schlechten Gesichts- und Gehörsinnes einen näher kommenden Menschen erst im letzten Moment bemerken und dann erschrocken reagieren. Zur Verteidigung bringen sie dann vor allem ihre langen Krallen zum Einsatz. Manchmal verwüsten sie auch Plantagen und werden deswegen verfolgt. Ein weiterer Grund für die Bejagung ist die Verwendung ihrer Körperteile als Nahrung oder zu medizinischen Zwecken. Der Gallenflüssigkeit werden ähnlich heilende Kräfte zugeschrieben wie der des Kragenbären. Die Tiere werden in einigen Regionen Indiens auch als Jungtiere lebend gefangen, um sie später als Tanzbären einsetzen zu können.
Hauptbedrohung ist aber heute die Zerstörung ihres Lebensraums durch Waldrodungen; durch die Einebnung von Termitenhügeln werden sie zusätzlich ihrer Nahrung beraubt.
Nach der Weltnaturschutzunion IUCN wird der Lippenbär seit 1990 in der Roten Liste gefährdeter Arten in Gefährdungskategorie „VU“ als „gefährdet, hohes Risiko des Aussterbens in der Natur in unmittelbarer Zukunft“ eingestuft. In Bangladesch gilt er seit 2013 als ausgestorben.
Die Gesamtpopulation der Lippenbären wird auf rund 7.000 bis 10.000 Tiere geschätzt.
Die höchsten Bestandsschätzungen gehen von 20.000 Tieren aus. Etwa ein Drittel bis die Hälfte der indischen Populationen leben heute in geschützten Gebieten, wo die Tiere vor Nachstellungen und Lebensraumzerstörung relativ sicher sind. In Sri Lanka ist etwa die Hälfte der Lebensräume geschützt.

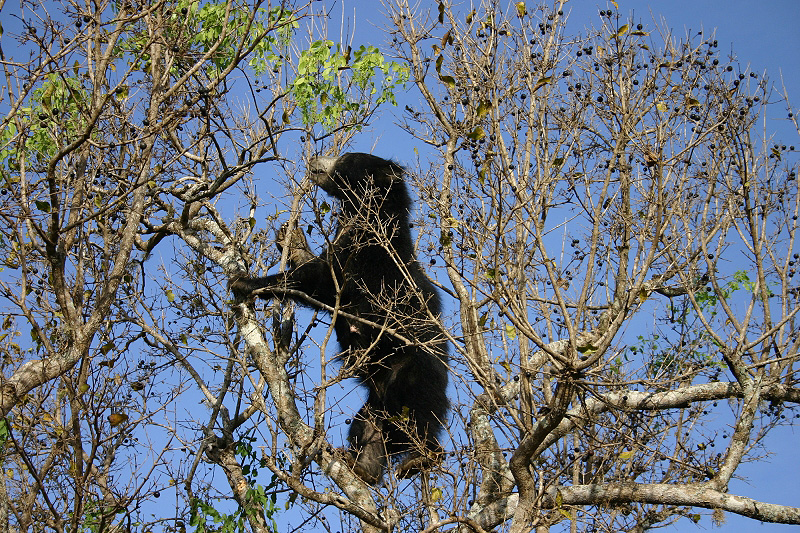
Ein Lippenbär im Yala-Nationalpark in Sri Lanka

## Systematik

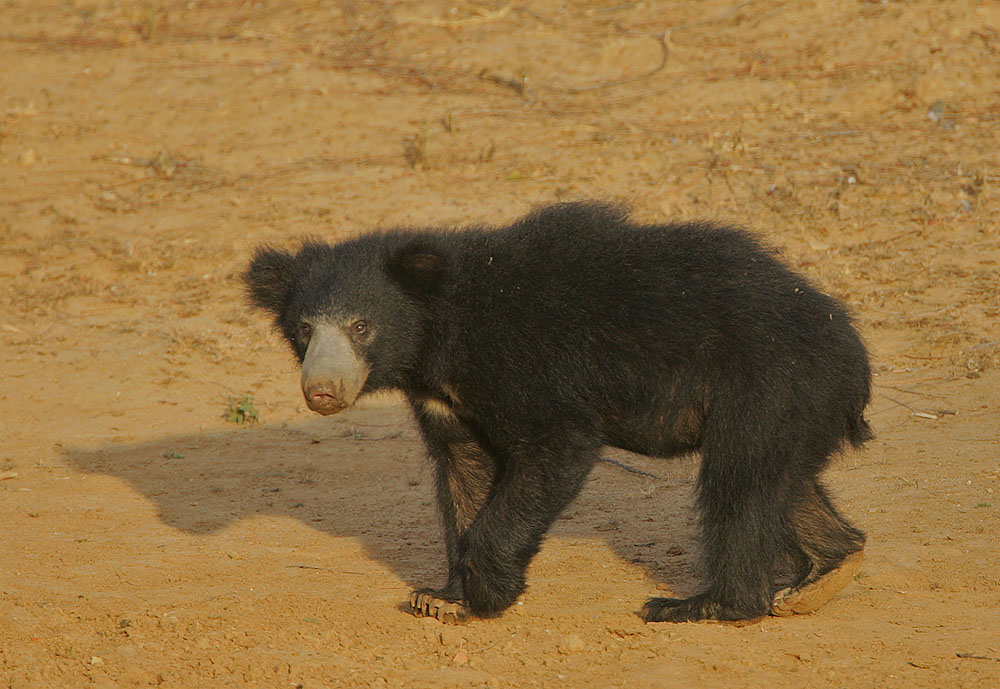
Lippenbär

Der Lippenbär wird manchmal in einer eigenen Gattung Melursus eingeordnet, dann wieder in der Gattung Ursus. Molekulargenetische Analysen sprechen für die Einordnung in Ursus; zudem gibt es fortpflanzungsfähige Nachkommen bei Kreuzungen zwischen Lippenbären und Braunbären. Allerdings hielten Wilson und Reeder 1993 die anatomischen Unterschiede zwischen Melursus und Ursus für gravierend genug, die Eigenständigkeit des Lippenbären fortzuführen. Aufgrund seiner Zahnlücke wurde der Lippenbär 1791 durch George Shaw der Gattung der Dreifinger-Faultiere (Bradypus) zugeordnet.
Es werden zwei Unterarten des Lippenbären unterschieden: Melursus ursinus ursinus auf dem Indischen Subkontinent und Melursus ursinus inornatus auf Sri Lanka. Die Form aus Sri Lanka ist dabei etwas kleiner und zeichnet sich durch ein weniger zotteliges Fell aus.

## Berühmte Lippenbären
Der Hindi-Name des Bären, bhālū, inspirierte Rudyard Kipling zu dem Charakter Baloo in seinem Buch „Das Dschungelbuch“.

## Film
- Oliver Goetzl, Ivo Nörenberg: Held aus dem Dschungelbuch – der Lippenbär. – Film-Dokumentation einer dreijährigen Studie im  Bundesstaat Karnataka/Indien. 45 min, Dtld. 2012.